# 1 Samuel 25
1 Samuel 25 es el vigesimocuarto capítulo del Primer Libro de Samuel en el Antiguo Testamento de la Biblia cristiana  o la primera parte de los Libros de Samuel en la Biblia hebrea. Según la tradición judía, el libro se atribuyó al profeta Samuel, con adiciones de los profetas Gad y Natán, pero muchos eruditos modernos lo ven como una composición de varios textos independientes de diversas épocas, desde el 630-540 a. C. aproximadamente.  Este capítulo contiene el relato de la huida de David de los repetidos intentos de Saúl de matarlo. Esto se encuentra dentro de una sección que comprende desde 1 Samuel 16 hasta 2 Samuel 5 que registra el ascenso de David como rey de Israel.

## Texto
Este capítulo fue escrito originalmente en el idioma hebreo. Está dividido en 22 versículos.

### Testigos textuales
Algunos manuscritos antiguos que contienen el texto de este capítulo en hebreo son de la tradición del Texto Masorético, que incluye el Códice de Jerusalén (895), el Códice de Alepo (siglo X) y el Códice de Leningrado (1008). Se encontraron fragmentos que contienen partes de este capítulo en hebreo entre los Rollos del Mar Muerto, incluido el 4Q51 (4QSama; 100-50 a. C.) con los versículos 3-4, 9-10 y 12 existentes.
Entre los manuscritos antiguos existentes de una traducción al griego koiné conocida como la Septuaginta (originalmente realizada en los últimos siglos a. C.) se encuentran el Códice Vaticano (B; {\displaystyle \ ara{G}}B; siglo IV) y el Códice Alejandrino (A; {\displaystyle \ ara{G}}A; siglo V).

## Lugares
- Carmel
- Maon
- Parán
- Ramah

## Muerte de Samuel (25:1)
Y murió Samuel; y todos los israelitas se reunieron y lo lloraron, y lo enterraron en su casa en Ramá.
Y David se levantó y bajó al desierto de Parán.
La muerte de Samuel se produjo en un momento en que Saúl había reconocido el tema de la sucesión (24:20) y que David, el ungido por Samuel, llegaría al trono.
- «El desierto de Parán», según el Texto Masorético. La Septuaginta dice «el desierto de Maón».[17]

## David, Nabal y Abigail (25:2-44)

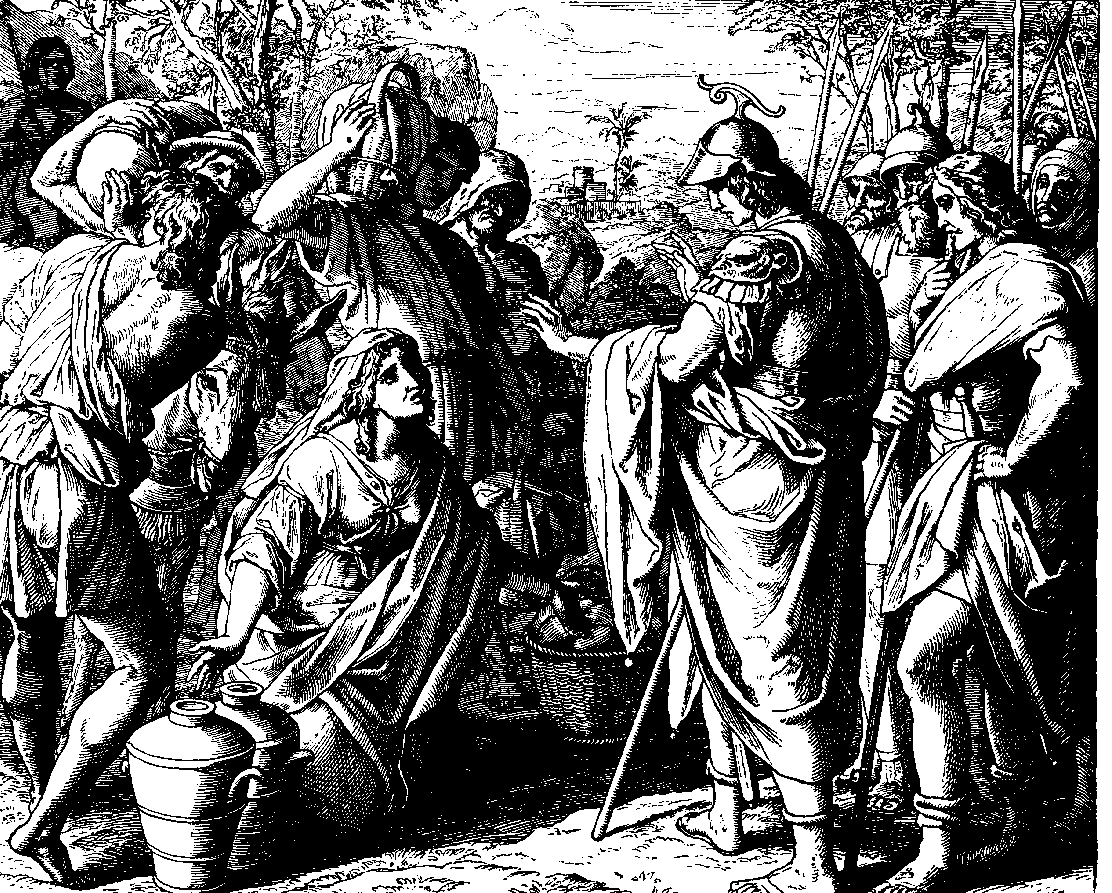
David y Abigail, xilografía de 1860 de Julius Schnorr von Karolsfeld

Los relatos de 1 Samuel 24 y 1 Samuel 26 relatan la negativa de David a matar a Saúl como ungido de Dios, pero en este capítulo, casi es culpable de matar a muchas personas inocentes en la casa de Nabal y Abigail, que vivían en Maón. Nabal (que en hebreo significa «tonto») era un hombre «malhumorado y mezquino», pero su esposa Abigail era «inteligente y hermosa», personificando al tonto y a la esposa virtuosa en la literatura sapiencial. La primera parte de la narración (versículos 2-12) detallaba cómo Nabal rechazó tontamente la petición de provisiones de David, que estaba cuidadosamente estructurada en los versículos 5-8:
1. la oferta de paz y amistad a Nabal y su casa
2. un recordatorio de que los pastores de Nabal no sufrieron daños cuando estaban con los hombres de David (fácilmente verificable)
3. hay una solicitud de suministros, como compensación por la protección de David a los pastores de Nabal.[17]

Nabal se comportó con arrogancia con sus dos preguntas en el versículo 10, desestimando a David como una nulidad y dando a entender que sabía de la traición de David a Saúl («hombres que vienen de no sé dónde»). La referencia a Nabal como «ben blliya'al» en el versículo 17 puede clasificarlo entre aquellos que despreciaban a Saúl cuando era rey electo (1 Samuel 10:27) y sugiere que Nabal también rechazaba a un rey electo y se negaba a pagarle tributo. Enojado por la humillación, David corría el riesgo de tomar el asunto en sus propias manos y no confiar en YHWH, pero se salvó de actuar de manera insensata gracias a la intervención de Abigail, la esposa de Nabal, a quien uno de los sirvientes de Nabal, que simpatizaba con David y criticaba la precipitada respuesta de su propio amo, informó de la situación (versículos 14-18). Abigail interceptó a David cuando se dirigía a aniquilar la casa de Nabal (versículo 22), sin consultar a su marido, a quien consideraba un necio (versículo 25).  Llevó provisiones a David y sus hombres, entre las que había pan, vino, racimos de pasas de uva y pasteles de higos, que calmaron la ira de los hombres de David. Sin la intervención de Abigail, David se habría hecho culpable de «sangre inocente» y se habría «vengado» con sus propias manos en lugar de contenerse y confiar en Dios, como se detalla en las palabras de Abigail (versículos 26-31) y la respuesta de David (versículos 32-34).  Cuando Nabal murió de enfermedad, David se acordó de Abigail (versículo 30) y decidió tomarla como esposa, lo que también le dio a David otra ventaja, ya que la casa de Nabal era un miembro prominente del clan calebita y tenía control sobre Hebrón, por lo que casarse con la viuda de Nabal le daría a David el control de ese territorio en particular (cf. casarse con Ahinoam de Jezreel como otra esposa), que también sería significativo cuando David fuera declarado rey en Hebrón (2 Samuel 2:1-4).

### Versículo 5
Así que David envió a diez jóvenes. Y David dijo a los jóvenes: «Subid al Carmelo, id a ver a Nabal y saludadle de mi parte».
- «Carmel»: era el mismo lugar donde Saúl se construyó un monumento (1 Samuel 15:12), por lo que Nabal podría ser un partidario de Saúl.[20]

### Versículo 39
Cuando David se enteró de que Nabal había muerto, dijo: «¡Bendito sea el Señor, que ha defendido mi causa de la mano de Nabal y ha protegido a su siervo del mal! Porque el Señor ha hecho recaer la maldad de Nabal sobre su propia cabeza».
Y David envió y propuso a Abigail, para tomarla por esposa.
- «Abigail» se convirtió en la tercera esposa de David, después de casarse con Mical (a la que Saúl había dado en matrimonio a otro hombre; 1 Samuel 25:44) y a Ahinoam de Jezreel (no la misma que Ahinoam, la esposa de Saúl).[20][22]

### Comentarios sobre Samuel
- Auld, Graeme (2003). «1 & 2 Samuel».  En James D. G. Dunn and John William Rogerson, ed. Eerdmans Commentary on the Bible. Eerdmans. ISBN 9780802837110.
- Bergen, David T. (1996). 1, 2 Samuel. B&H Publishing Group. ISBN 9780805401073.
- Gordon, Robert P. (1999). I & II Samuel, A Commentary. Zondervan. ISBN 978-0310230229.
- Hertzberg, Hans Wilhelm (1964). I & II Samuel, A Commentary (trans. from German 2nd edition 1960 edición). Westminster John Knox Press. p. 19. ISBN 978-0664223182.
- Tsumura, David Toshio (2007). The First Book of Samuel. Eerdmans. ISBN 9780802823595.

### General
- Breytenbach, Andries (2000). «Who Is Behind The Samuel Narrative?».  En Johannes Cornelis de Moor and H.F. Van Rooy, ed. Past, Present, Future: the Deuteronomistic History and the Prophets. Brill. ISBN 9789004118713.
- Coogan, Michael David (2007).  Coogan, Michael David; Brettler, Marc Zvi; Newsom, Carol Ann et al., eds. The New Oxford Annotated Bible with the Apocryphal/Deuterocanonical Books: New Revised Standard Version, Issue 48 (Augmented 3rd edición). Oxford University Press. ISBN 978-0195288810.
- Fitzmyer, Joseph A. (2008). A Guide to the Dead Sea Scrolls and Related Literature. Grand Rapids, MI: William B. Eerdmans Publishing Company. ISBN 9780802862419.
- Halley, Henry H. (1965). Halley's Bible Handbook: an abbreviated Bible commentary (24th (revised) edición). Zondervan Publishing House. ISBN 0-310-25720-4. (requiere registro).
- Hayes, Christine (2015). Introduction to the Bible. Yale University Press. ISBN 978-0300188271.
- Jones, Gwilym H. (2007). «12. 1 and 2 Samuel».  En Barton, John; Muddiman, John, eds. The Oxford Bible Commentary (first (paperback) edición). Oxford University Press. pp. 196-232. ISBN 978-0199277186. Consultado el 6 de febrero de 2019.
- Klein, R.W. (2003). «Samuel, books of».  En Bromiley, Geoffrey W, ed. The International Standard Bible Encyclopedia. Eerdmans. ISBN 9780802837844.
- Knight, Douglas A (1995). «Chapter 4 Deuteronomy and the Deuteronomists».  En James Luther Mays, David L. Petersen and Kent Harold Richards, ed. Old Testament Interpretation. T&T Clark. p. 62. ISBN 9780567292896.
- Ulrich, Eugene, ed. (2010). The Biblical Qumran Scrolls: Transcriptions and Textual Variants. Brill.
- Würthwein, Ernst (1995). The Text of the Old Testament. Grand Rapids, MI: Wm. B. Eerdmans. ISBN 0-8028-0788-7. Consultado el 26 de enero de 2019.